# Khlong Toei
Khlong Toei é um dos 50 distritos de Banguecoque, capital da Tailândia. Está situado na parte central da cidade, sendo banhado pelo rio Chao Phraya. Conta com uma população de 159 527 habitantes (2000).